# Georgenthalia clavinasica
La georgenthalia (Georgenthalia clavinasica) è un anfibio estinto, appartenente ai temnospondili. Visse nel Permiano inferiore (circa 290 - 280 milioni di anni fa) e i suoi resti fossili sono stati ritrovati in Germania.

## Descrizione
Questo animale è noto grazie a un cranio completo, che permette di riconoscerlo come un rappresentante degli anfibamidi. Il cranio era molto arrotondato e dotato di grandi orbite, di un breve tratto postorbitale, e di narici esterne di forma unica, simili a buchi di serratura, superficialmente paragonabili a quelle di altri anfibi del Permiano noti come trematopidi. Georgenthalia era caratterizzato da alcuni tratti che lo distinguevano da altri anfibamidi, tra i quali un rigonfiamento del margine laterale dell'osso frontale, grandi incisure otiche vicine alle orbite, l'assenza di una flangia sopratimpanica nell'incisura otica.

## Classificazione
Georgenthalia clavinasica è stato descritto per la prima volta nel 2008, sulla base di un fossile ritrovato nella zona di Tambach (cava Bromacker) in Germania. I fossili indicano che questo animale era un rappresentante degli anfibamidi, un gruppo di anfibi temnospondili di piccole dimensioni, spesso considerati vicini all'origine degli odierni anfibi. Un altro studio del 2008 ha indicato che gli anfibamidi potrebbero essere un insieme parafiletico, e che Georgenthalia sarebbe il membro più basale di un clade comprendente anche Eoscopus, Plemmyradytes, Platyrhinops, Doleserpeton, Gerobatrachus e Amphibamus (Frobisch e Reisz, 2008). 

## Paleoecologia
Diverse caratteristiche di questo animale supportano un habitat altamente terrestre per Georgenthalia clavinasica, coerente con l'interpretazione dei letti fossiliferi della cava Bromacker: rappresentarebbero infatti un ambiente terrestre di montagna caratterizzato da laghi sporadici e da stagni.